# 大衆食堂
大衆食堂（たいしゅうしょくどう）とは、飲食店のうち大衆向けに廉価で食事を提供する飲食店。

## 日本の大衆食堂
日本では、大衆向けに家庭料理的な食事を廉価で提供する飲食店のことを指し、高級店、専門店と対比した表現でもある。ハレの場としての外食ではなく、手軽な日常の食事、自炊や弁当の代替としての外食という役割を担ってきた。
オフィス街や繁華街などの都市部や工場街に通う労働者、住宅街や学生街の単身者を主な顧客層としている。家庭料理の範疇で和食・洋食・中華料理の区別なくメニューに取り込み、専門性がないことそのものが専門店との差異であるともされる。定食を中心としたメニュー構成の店舗は、定食屋、定食店とも呼ばれる。また、酒類を提供し、昼は大衆食堂、夜は大衆酒場・居酒屋として営業する店舗もある。
大衆食堂の起源は、江戸時代に都市部や街道沿いで米飯に併せて煮物などの簡単な総菜を提供していた煮売茶屋、飯屋とされている。天和（1681年-1684）の頃に浅草の奈良茶飯屋が流行したのをきっかけとして店内で食事を提供する業態が広まり、庶民が外食をすることが珍しくなくなっていった。
明治時代に入ると、 dining roomの訳として食堂を用いるようになり、やがて、テーブルと椅子で食事をさせる施設や飲食店を指して食堂というようにもになる。また、和洋折衷料理としての洋食が庶民にも徐々に根付いていき、大正時代には、日雇労働者でも手が届く一品洋食屋も現れた。このような流れの中、1924年（大正13年）に加藤清二郎が神田須田町に大衆食堂の元祖といわれる須田町食堂（現：聚楽）を開店する。須田町食堂は、コロッケ3銭、カツレツ5銭、カレーライス8銭といった「三銭・五銭・八銭均一」のメニューと「安くて早くてうまい」のスローガンをもとに開店から5年で店舗数を25店にまで拡げ、これが現代風の大衆食堂の嚆矢とされる。同時期に京阪神でも甘味屋から食堂へと業態を拡大した力餅食堂が店舗を増やしていく。
1940年代に入ると、第二次世界大戦の影響を受け、戦中期の食糧統制、戦後も1949年（昭和24年）までは都道府県が指定する外食券食堂（米穀通帳と引き換えに交付される外食券を要する食堂）以外での営業が困難となり、停滞する。
1950年代から1960年代にかけて大衆食堂は再び増え、1966年（昭和41年）には外食産業の中で約20%のシェアを占めていたが、1970年代以降はファミリーレストランやファストフード店の増加の影響を受け、シェアは低下していく。

### 日本標準産業分類
日本標準産業分類では「小分類7611-食堂、レストラン（専門料理店を除く）」に分類され「主として主食となる各種の料理品をその場所で飲食させる事業所」と定義されている。かつては「一般食堂」という分類も用いられたが2007年（平成19年）11月の改定により再編された。

### 沖縄県の大衆食堂
沖縄県の大衆食堂は本土と大きく異なるメニューが存在する。たとえば、「そば」とあれば沖縄そばのことであり、「肉そば」は肉野菜炒めの載った沖縄そばのことを指す。チャンポン、カツ丼、すき焼きなども、本土とは内容が違う。チャンプルーやポーク玉子は必ずメニューにある。「ランチ」は洋食揚げ物のセットで、昼でなくても食べられる。24時間営業の店では、真夜中や早朝からステーキをオーダーする客も珍しくはない。
また、一見単品のようなメニューも基本的には定食である。以下のような本土で見慣れないセットメニューが多くの店舗で提供されている。
- おかず: 店によって様々であるが、たとえば野菜炒めと卵焼きが大皿に1つ、これにご飯とみそ汁が付く。
- みそ汁: 丼山盛り、具だくさんのみそ汁にご飯が付く。

たとえば「ご飯とおかずとみそ汁」を注文すると、どんぶり飯がひとつ（ご飯）、野菜炒めと卵焼きの皿とみそ汁とご飯（おかず）、それに丼に山盛りのみそ汁とご飯（みそ汁）、さらに漬物の小皿が3つに、時には定食の副菜やしーぶんまでもが運ばれてくる。予備知識のない観光客がこのような注文をして驚くことがしばしば見受けられる。

## 日本以外の大衆食堂

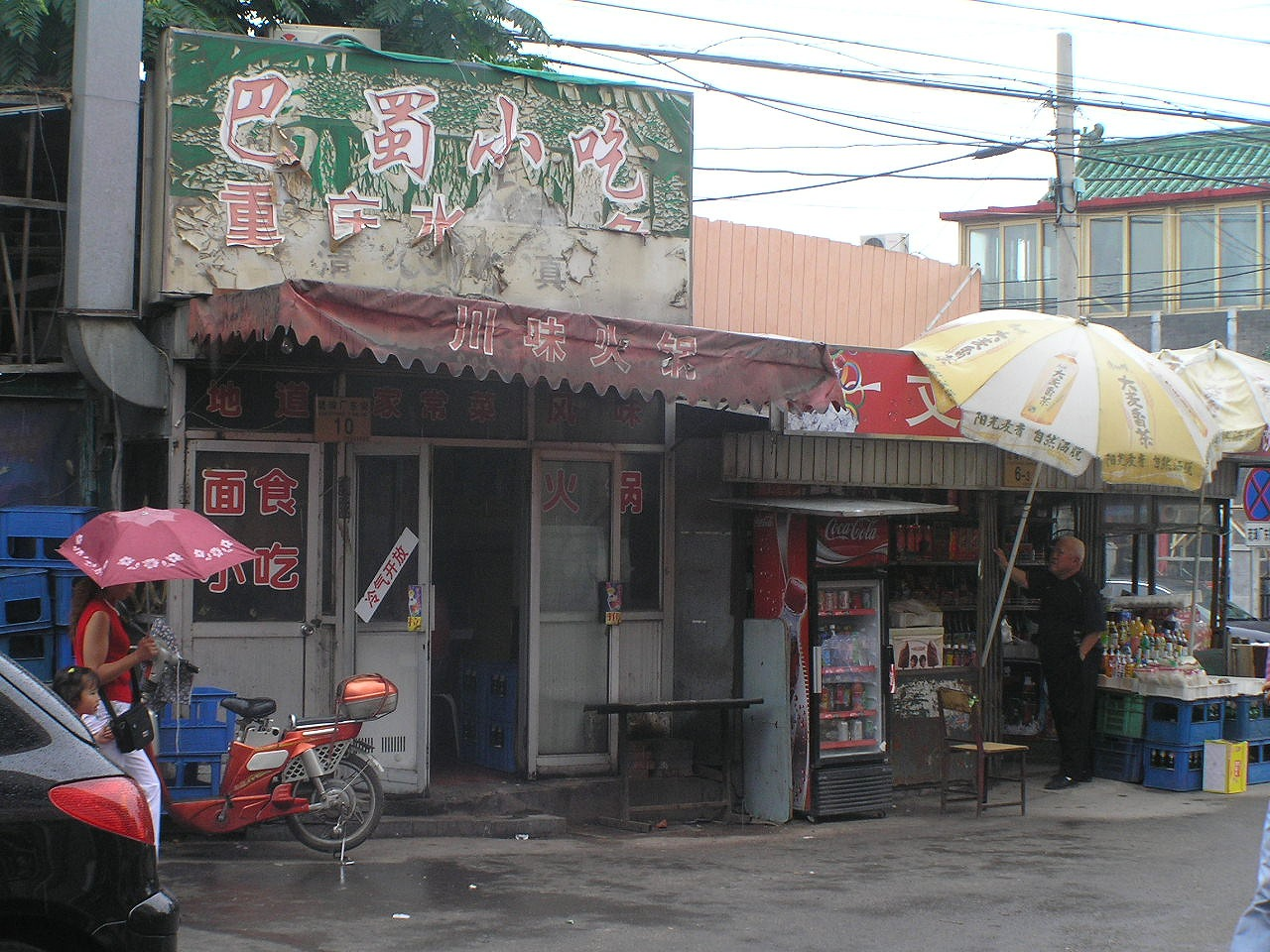
中国の大衆食堂（北京市瑠璃廠）

### ホーカーセンター
東アジアや東南アジアでは大衆食堂が集中していることが多く、ホーカーセンターと呼ばれる。

### ビストロ
フランスではビストロ（bistro, bistrot）がこれに当たるが、現在ではビストロと呼ばれる店でも高級料理店ならずともある一定の格式や雰囲気を持つ店も多く、ビストロという言葉が即大衆食堂に当たるとは限らない。日本に於いてはフランス料理店が自らの店に『ビストロ』の名を付与していることが多い。日本料理では割烹に相当する。
ビストロの語源はロシア語の方言という都市伝説がある。1814年にナポレオン戦争でパリが陥落した際、駐屯してきたロシア兵がカフェで酒を「早く（ブィストロ、быстро）出せ」と言ったことが語源とされるが、実際には「ビストロ」という語はロシア兵がフランスに来る前から使われていて、「安酒 (bistouille)」という語と関係しているとされる。
多くのビストロは近所の住人を主な客層としており、テラスや路上に藤椅子とテーブルを出して憩いの場を提供するなど、カフェと同様の業態や機能をもつ。これらのビストロには固有の屋号が無い店が多く、客からは単に「ル・ビストロ」と呼ばれる。